# Manciles
Manciles ist ein Ort und eine Gemeinde (municipio) mit 21 Einwohnern (Stand: 2024) in der Provinz Burgos in der nordspanischen Autonomen Region Kastilien-León. Die Gemeinde gehört zur Comarca Odra-Pisuerga.

## Lage
Manciles liegt in der kastilischen Hochebene (meseta) in einer Höhe von 885 Metern ü. d. M. und etwa 31 Kilometer in westnmrdwestlicher Entfernung von der Stadt Burgos.

## Bevölkerungsentwicklung
| Jahr      | 1930 | 1950 | 1970 | 1981 | 1991 | 2001 | 2011 | 2021 |
| Einwohner | 151  | 151  | 75   | 54   | 50   | 45   | 28   | 22   |

## Wirtschaft
Die Region ist seit Jahrhunderten wesentlich von der Landwirtschaft geprägt; die Bewohner früherer Zeiten lebten hauptsächlich als Selbstversorger, aber auch Handwerk und Kleinhandel spielten eine Rolle. Ein Schwerpunkt lag auf der Anzucht von Bäumen aller Art, die letztlich in ganz Zentralspanien angepflanzt wurden.

## Sehenswürdigkeiten
- Andreaskirche (Iglesia de San Andrés Apóstol)
- Rathaus

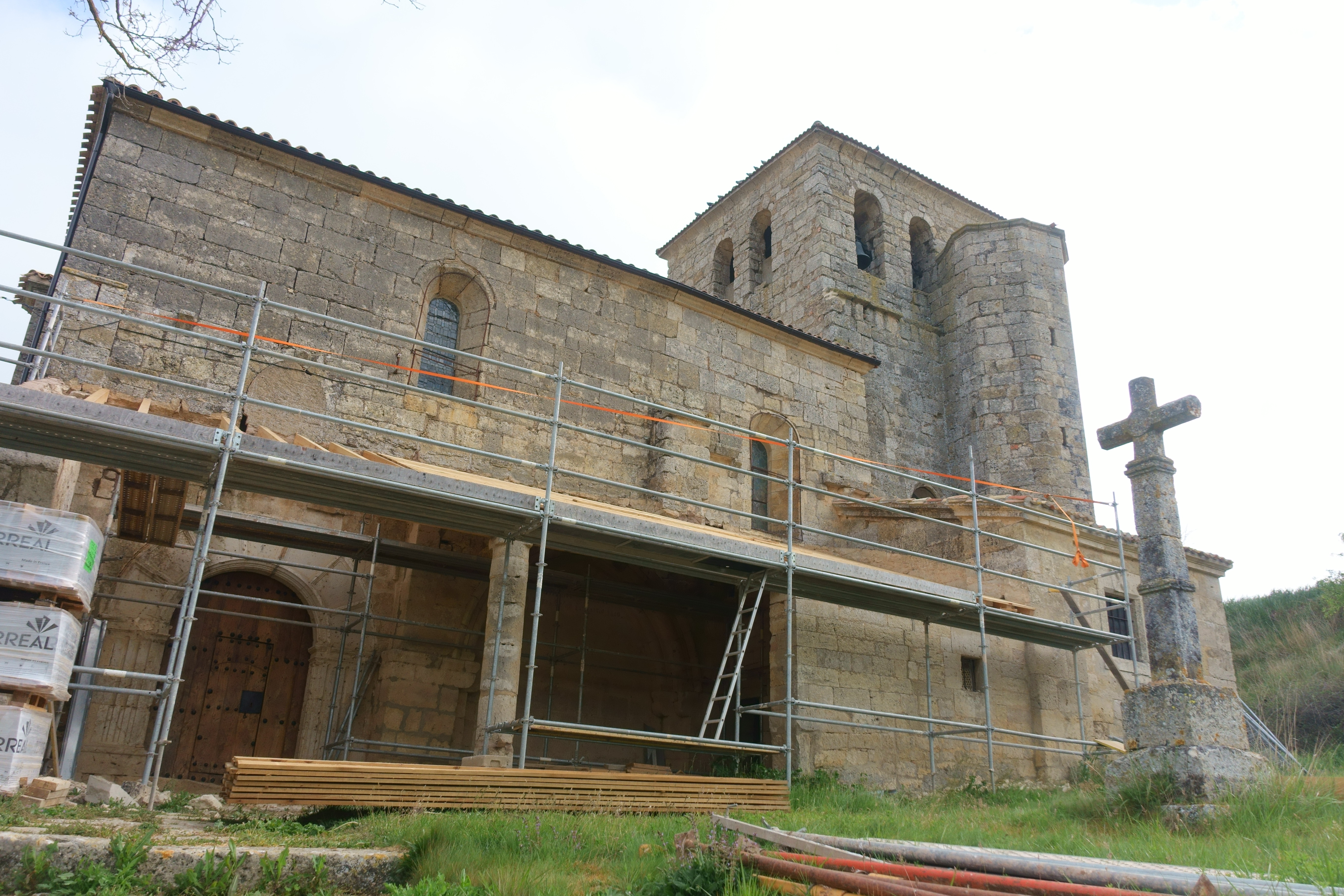
Andreaskirche
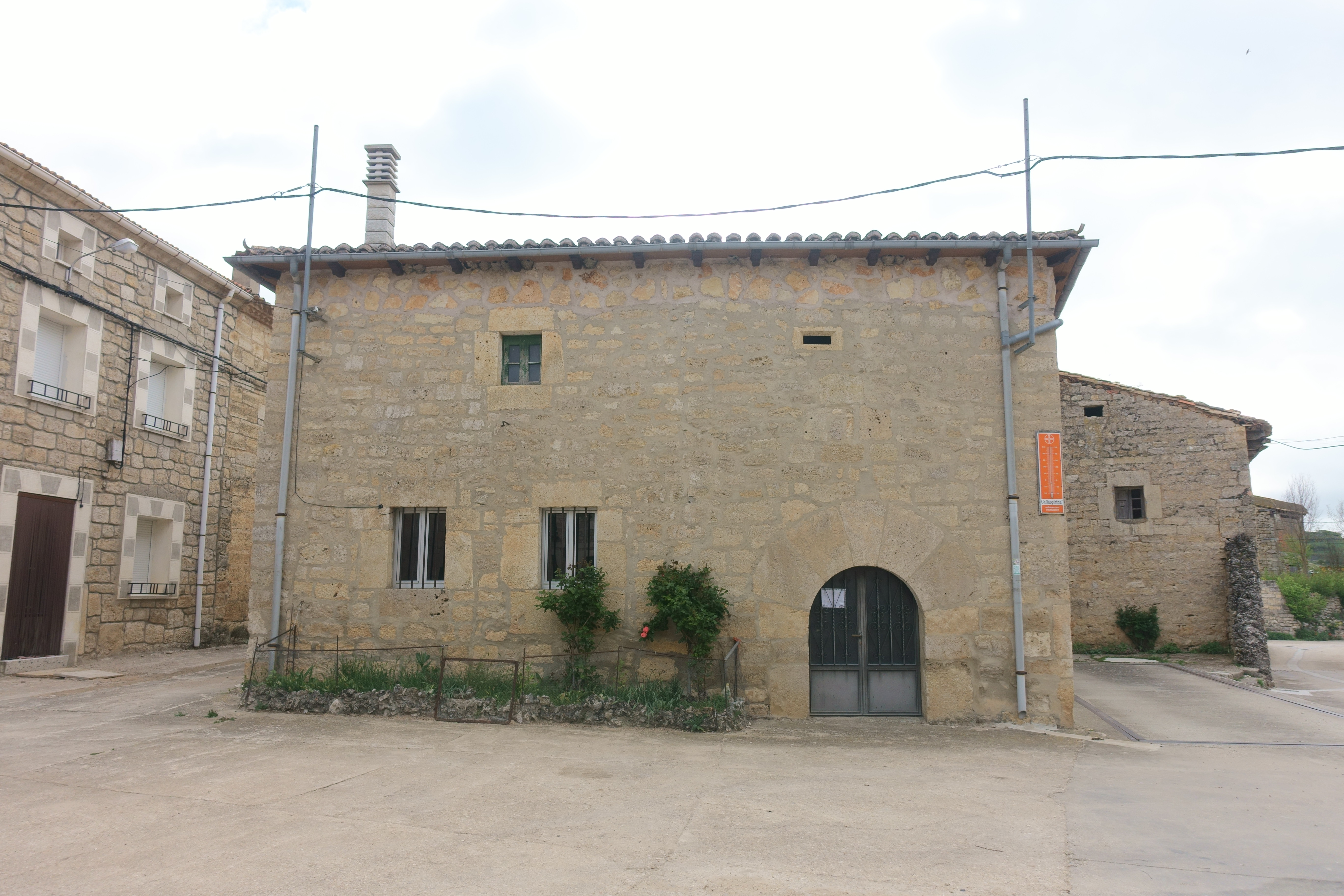
Rathaus